# 京都府道・兵庫県道708号岩崎市島線
京都府道・兵庫県道708号岩崎市島線（きょうとふどう・ひょうごけんどう708ごう いわさきいちじません）は、京都府福知山市から兵庫県丹波市に至る一般府県道である。

## 概要
京都府福知山市字岩崎から兵庫県丹波市市島町中竹田に至る。由良川の支流、竹田川に並行している。

### 路線データ
- 起点：京都府福知山市字岩崎（岩崎交差点、国道9号交点）
- 終点：兵庫県丹波市市島町中竹田（水西交差点、兵庫県道170号丹波竹田停車場線交点）

## 路線状況

### 道路施設

#### 橋梁
- 兵庫県
  - 前木戸橋（竹田川、丹波市）

## 地理

### 通過する自治体
- 京都府
  - 福知山市
- 兵庫県
  - 丹波市

### 交差する道路
| 交差する道路                  | 都道府県名 | 市町村名 | 交差する場所 | 交差する場所      |
| ----------------------------- | ---------- | -------- | ------------ | ----------------- |
| 国道9号                       | 京都府     | 福知山市 | 字岩崎       | 岩崎交差点 / 起点 |
| 兵庫県道170号丹波竹田停車場線 | 兵庫県     | 丹波市   | 市島町中竹田 | 水西交差点 / 終点 |

### 交差する鉄道
- 福知山線

### 沿線
- E27 舞鶴若狭自動車道 六人部PA
- 中六人部郵便局
- 福知山市立中六人部小学校
- 丹波市立竹田小学校
- 竹田幼稚園
- JR西日本福知山線 丹波竹田駅